# Lacs des Aires
Les lacs des Aires sont un ensemble de cinq petits lacs de la chaîne de montagne des Pyrénées françaises situés dans le département des Hautes-Pyrénées de la région Occitanie.
Les lacs ont une superficie totale de 3,1 ha pour une altitude comprise entre 2081 et 2175 m .

## Géographie
Les lacs se trouvent dans le cirque de Troumouse sur le territoire de la commune de Gavarnie-Gèdre,.

### Topographie
| Auberge du Maillet   | Vallée de Troumouse              | Pas de Gerbats (2 904 m) |
| Mounherran (2 783 m) | lacs des Aires                   | Pic Heid (3 022 m)       |
| Lac d'Esbarris       | Pène Blanque et La Munia à l'est | Pic de Troumouse         |

### Hydrographie
Les lacs ont pour émissaire le gave des Touyères puis gave de Héas.

### Géologie
Les lacs des Aires sont des lacs glaciaires de montagne, formant des lacs à chapelet, et dont la formation se passe en trois étapes majeures :
1) À l'Éocène vers −40 Ma se forme la chaîne des Pyrénées à la suite de la remontée vers le nord de la plaque africaine qui entraîne avec elle la plaque ibérique. Cette dernière glisse alors sous la plaque eurasiatique située plus au nord, ce qui entraîne le plissement, le relèvement et le charriage des couches géologiques de la croûte terrestre,.
2) À partir du Pliocène puis surtout du Pléistocène, de −5 Ma à −10 000 ans, un refroidissement général du climat entraîne la formation de glaciers et d'une érosion glaciaire (vallées, cirques, moraines, ombilics, etc) dans toute la chaîne des Pyrénées.
3) Depuis l'Holocène, à partir de −10 000 ans, un redoux climatique entraîne la disparition des glaciers et la formation dans leur sillage de nombreux lacs glaciaires qui sont de deux sortes, :
- le lac de verrou qui se forme dans un ombilic glaciaire formant un creux naturel et terminé par un verrou glaciaire rocheux.
- le lac de moraine qui se forme derrière une moraine agissant comme un barrage naturel.

## Protection environnementale
Les lacs sont situés dans le parc national des Pyrénées.
Les lacs font partie d'une zone naturelle protégée, classée ZNIEFF de type 1: Cirques d’Estaubé, de Gavarnie et de Troumouse et de type 2 : Haute vallée du gave de Pau : Vallées de Gèdre et Gavarnie.

## Randonnées
On accède aux lacs des Aires depuis Héas.